# گل‌کوب مرمری
گل‌کوب مرمری (نام علمی: Dicaeum tristrami) نام یک گونه از سرده گل‌کوب‌های اصلی است.